# Callicilix abraxata
Callicilix abraxata är en fjärilsart som beskrevs av Butler 1885. Callicilix abraxata ingår i släktet Callicilix, och familjen sikelvingar. Inga underarter finns listade i Catalogue of Life.